# Saccharomycodes
Saccharomycodes är ett släkte av svampar. Saccharomycodes ingår i familjen Saccharomycodaceae, ordningen Saccharomycetales, klassen Saccharomycetes, divisionen sporsäcksvampar och riket svampar.
|                 | Hanseniaspora                              |
|                 |                                            |
| Saccharomycodes | \| \| Saccharomycodes ludwigii \| \| \| \| |
|                 | \| \| Saccharomycodes ludwigii \| \| \| \| |
|                 | Saccharomycodes ludwigii                   |
|                 |                                            |

|  | Saccharomycodes ludwigii |
|  |                          |